# 복화루
복화루는 대한민국 인천에 있는 유서 깊은 한국식 중국 요리 식당이다. 1945년에 문을 열었으며, 그 이후로 가족 사업으로 이어져 왔다. 2020년에는 창업주의 아들이 운영하고 있었다. 이 식당은 블루리본 서베이에서 세 차례 인정을 받은 것으로 알려져 있다.
이 식당은 중국 산둥성 출신의 중국 이민자 이복충(李福忠)이 설립했다. 그는 일제강점기 말인 1939년에 한국에 도착했으며, 처음에는 상인으로 일했다. 1942년에 인천에 도착했다. 그는 당시 인근 일본군 공장들 때문에 활발했던 부평 시장에 가게를 차렸다. 이 식당은 1947년에 현재 위치로 이전했다. 이 씨의 아들은 인천에서 태어났으며, 결국 가업을 물려받았고, 2018년에는 70세가 넘었으며 다음 세대에게 식당을 물려줄 준비를 하고 있었다.

## 같이 보기
- 대한민국에서 가장 오래된 식당 목록